# قرارداد علامت غیرفعال

تصویرسازی از «جهت‌های مرجع» متغیرهای جریان (i)، ولتاژ (v) و توان (p) استفاده شده در قرارداد علامت غیرفعال. اگر جریان مثبت به عنوان جریان ورودی به پایه‌ای که ولتاژ مثبت تعریف شده باشد، تعریف شود، در این صورت توان مثبت بیانگر توان الکتریکی است که به داخل قطعه می‌رود (فلش بزرگ).

در مهندسی برق، قرارداد علامت غیرفعال (PSC) یک قرارداد علامت یا یک قانون استاندارد دلخواه است که به‌طور جهانی توسط جامعه مهندسی برق به دلیل تعریف نشانه توان الکتریکی در یک مدار الکتریکی تصویب شده‌است. در این قرارداد، توان الکتریکی که از مدار به داخل یک قطعه الکتریکی غیرفعال جریان می‌یابد را مثبت می‌داند، و توانی که در داخل مدار از قطعه خارج می‌شود را منفی می‌داند؛ بنابراین یک قطعه غیرفعال که انرژی مصرف می‌کند، مانند وسایل برقی خانگی یا لامپ روشنایی، اتلاف توان مثبت خواهد بود، در حالی که یک قطعه فعال، منبع انرژی مانند مولد برق یا باتری، دارای اتلاف انرژی منفی خواهد بود. این تعریف استاندارد توان در مدارهای الکتریکی است. به عنوان مثال در برنامه‌های شبیه‌سازی مدار رایانه‌ای مانند اسپایس استفاده می‌شود.
برای رعایت قرارداد، جهت تغییرات ولتاژ و جریان مورد استفاده برای محاسبه توان و مقاومت در قطعه باید دارای یک رابطه خاص باشد: متغیر جریان باید به صورتی تعریف شود تا جریان مثبت وارد پایه ولتاژ مثبت قطعه شود. این جهت‌ها ممکن است با جهت جریان واقعی و ولتاژ متفاوت باشد.

## قرارداد
قرارداد علامت غیرفعال بیان می‌کند در اجزایی که متغیر جریان قراردادی i به عنوان ورودی قطعه از طریق آن پایه که همان‌طور توسط متغیر ولتاژ v تعیین می‌شود، مثبت است، توان p و مقاومت r توسط
{\displaystyle p=vi\,}  و     {\displaystyle r=v/i\,}
در اجزایی که جریان i به گونه ای تعیین می‌شود که جریان مثبت از طریق ترمینال ولتاژ منفی وارد قطعه می‌شود، توان و مقاومت توسط
{\displaystyle p=-vi\,}  و   {\displaystyle r=-v/i\qquad \,}
با این تعاریف، اجزای غیرفعال (بارها) p> 0 و r> 0 و اجزای فعال (منابع تغذیه) p <0 و r <0 خواهند داشت.